# Schmierfett
Schmierfette sind halbflüssige Schmierstoffe, die aus einem Schmieröl, einem Eindicker und verschiedenen Zusätzen oder Wirkstoffen (Additiven) bestehen.
In der Regel bestehen Schmierfette aus ca. 80 % Schmieröl, ca. 5 % bis 10 % Eindicker und ca. 10 % bis 15 % Additiven. Der Eindicker ist bei den gängigsten Fetten eine Leicht- bzw. Alkalimetallseife, diese bildet ein schwammartiges Gerüst, das die Öltröpfchen umschließt. Je nach Temperatur, Zeit und Beanspruchung (Scherung) wird das Schmieröl mehr oder weniger schnell freigesetzt. Diesen Vorgang nennt man auch „Ausbluten“. So kann ein Schmierfett auch am Rande eines Tribokontaktes die Reibstelle mit Öl versorgen.
Neben der Schmierung sollen Schmierfette in der Regel auch einen Schutz vor Korrosion bieten, was in der Regel durch Additive erreicht wird. Zum Schutz vor dem Trockenlaufen bei erhöhter Temperatur werden auch Trockenschmiermittel zugesetzt.
Durch die Auswahl entsprechender Öle, Eindicker und Additive lassen sich die Eigenschaften der Schmierfette für die unterschiedlichsten Anwendungen optimieren. So gibt es Fette für hohe oder besonders tiefe Temperaturen, für Anwendungen im Vakuum, besonders wasserbeständige und wetterfeste, besonders druckfeste oder kriechfähige, lebensmittelechte oder besonders haftfähige Fette.

## Definitionen
Unter Schmierfetten versteht man physikalisch Suspensionen aus Schmierölen, Eindickern und verschiedenen Zusätzen oder Wirkstoffen. Nach der DIN 51825 sind Schmierfette konsistente Schmierstoffe, die aus Mineralöl und/oder Syntheseöl sowie einem Dickungsmittel bestehen. Laut ASTM sind Schmierfette feste bis halbflüssige Stoffe, die durch Dispersion eines Eindickungsmittels in einem flüssigen Stoff entstehen. Andere Zusatzstoffe, die besondere Eigenschaften verleihen, dürfen enthalten sein.

## Aufbau, Struktur und Eigenschaften
In der Regel bestehen Schmierfette aus 65–95 % Schmieröl (Grundöl), 3–30 % Eindicker und 0–10 % Additiven. Die Suspension aus Grundöl und Verdicker bezeichnet man auch als Grundfett.

### Grundöle
Über das Grundöl wird die Viskosität und die Temperaturabhängigkeit des Schmierfettes festgelegt, wozu auch die Additive der Grundöle beitragen. So bewirken VI-Verbesserer (Additive des Grundöls), wie sich die Viskosität bzw. der Viskositätsindex bei höheren Temperaturen entwickelt.
Es werden folgende Grundöltypen unterschieden: Mineralöle, Syntheseöle und in Abweichung zur DIN 51825 ebenso pflanzliche Öle und tierische Fette (s. u. Staufferfett, calciumhydroxid-verseift).
Eine grobe Einteilung von Kohlenwasserstoffen in mineralölbasierten Schmierölen ist in der folgenden Tabelle dargestellt. Ein Mineralöl wird als paraffinisch, naphthenisch oder aromatisch bezeichnet, je nachdem welcher Typ von Kohlenwasserstoffen die Gesamteigenschaften dominiert.
| Bezeichnung                  | Art der Hauptkomponente   |
| ---------------------------- | ------------------------- |
| Paraffine                    | Kettenförmig, gesättigt   |
| Olefine                      | Kettenförmig, ungesättigt |
| Naphthene                    | Ringförmig, gesättigt     |
| teilw. ungesättigte Naphtene | Ringförmig, ungesättigt   |
| Aromaten                     | Ringförmig, aromatisch    |

| Öltyp                   | Dichte  | Flammpunkt | Oxidationsstabilität | Benetzungsfähigkeit |
| ----------------------- | ------- | ---------- | -------------------- | ------------------- |
| Parafinisches Mineralöl | niedrig | hoch       | gut                  | mittel              |
| Olefinisches Mineralöl  | mittel  | mittel     | gut                  | gut                 |
| Aromatisches Mineralöl  | hoch    | niedrig    | schlecht             | hoch                |

Typische Grundöle sind:
- Alkylierte Naphthaline (AN)
- Chlortrifluorethylene (CTFE)
- Esteröle
- Mineralöle, auch synthetische
- Multialkylierte Cyclopentane (MAC)
- Polyalphaolefine (PAO)
- Polyphenylether (PPE)
- Polyglykolöle (PG)
- Perfluorierte Polyetheröle (PFPE)
- Silikonöle

### Eindicker
Eindicker, auch Verdicker genannt, sind der wesentlichste Bestandteil von Schmierfetten. Sie dienen dazu, den schmierfetttypischen Aggregatzustand, also die Struktur des Schmierfettes, zu vermitteln. Der Verdicker bildet die Matrix, in der das Grundöl eingelagert wird. Durch Walken tritt das Öl aus der Matrix aus und gelangt an die Schmierstelle. Die Menge des schmierenden Öls, welches aus dem Fett austritt und an der Schmierstelle wirkt, wird über die Art des Verdickers gesteuert. Eine zu steife Matrix könnte eine Mangelschmierung bewirken, wird dagegen zu viel Öl abgegeben, verliert das Fett zu schnell seine Schmierfähigkeit, weil die Matrix zerstört wird und das Öl abläuft. Ein geeignet gewählter Verdicker kann in Ruhephasen das Öl teilweise wieder aufnehmen.
Schmierfette mit verschiedenen Verdickern können nicht in jedem Fall miteinander vermischt werden, da die Eindicker untereinander nicht immer verträglich sind und sich bei Kontakt in ihren Eigenschaften beeinflussen (z. B. kann sich der Tropfpunkt verändern, weil das Seifengerüst zusammenbricht).
Vermischung verschiedener Schmierstoffe ist eine der Hauptursachen für Anlagenprobleme. Eine Mischbarkeit (zwei Stoffe sind dann mischbar, wenn sie sich vollständig ineinander lösen) zweier Schmierfette lässt nicht zwangsläufig auf deren Verträglichkeit (zwei Schmierfette sind dann verträglich, wenn sie sich in ihren Eigenschaften bei Mischung nicht beeinflussen) schließen.
Verdicker bestehen meist aus Alkali- und Erdalkalisalzen von Fettsäuren (diese Schmierfette bezeichnet man als Metallseifenfette) und/oder anderen Stoffen. Häufig verwendete Verdicker sind:
- Aluminiumseife, Aluminiumkomplexseife – Aluminium-Komplexseifenfette sind sehr wasserbeständig, gut förderbar und sehr hitzebeständig. Sie halten Betriebs-Temperaturen von ca. −30 °C bis 160 °C aus.[6][7]
- Bariumseife, Bariumkomplexseife – Barium-Komplexseifenfette (Bariumsalze, d. h. mit Bariumhydroxid verseifte Mischungen verschiedener, meist organischer Fettsäuren) haben eine gute Wasser- und Dampfbeständigkeit, gute Korrosionsschutzeigenschaften, ein hohes Lasttragevermögen und einen hohen Tropfpunkt. Sie sind für tiefe und hohe Temperaturen geeignet und werden häufig in schnell laufenden Wälzlagern verwendet.[7]
- Calciumseife, Calciumkomplexseife – Calcium-Komplexseifenfette (Calciumsalze, d. h. mit Calciumhydroxid verseifte Mischungen verschiedener, meist organischer Fettsäuren) haben gute Korrosionsschutzeigenschaften, sind wasserbeständig und haben ein hohes Lasttragevermögen.[7]
- Lithiumseife, Lithiumkomplexseife – Lithiumfette (Lithiumsalze einer Fettsäure oder eines Fettsäuregemisches) werden oft als Mehrzweckfett verwendet. Einfachseifen haben ein gutes Preis-Leistungs-Verhältnis und werden im Temperaturbereich −20 °C bis 120 °C eingesetzt. Lithium-Komplexfette haben mit ca. −30 °C bis 150 °C einen erweiterten Temperaturbereich.[6][7]
- Natriumseife, Natriumkomplexseife[8] – Natrium-Komplexseifenfette (Natriumsalze, d. h. mit Natriumhydroxid verseifte Mischungen verschiedener, meist organischer Fettsäuren) besitzen ein gutes Emulgierverhalten und werden hauptsächlich als Getriebefließfette verwendet.[7]
- PTFE
- Anorganische Verdicker (Bentonit)
- Polyharnstoff
- Silika

#### Metallseifenfette
Metallseifenfette enthalten als Verdicker die sogenannten Metallseifen (Salze von Fettsäuren mit den Oxiden bzw. Hydroxiden von Metallen). Verwendet werden Metalloxide und -hydroxide von Lithium, Natrium, Calcium, Barium, Aluminium, Zink und Blei. Die Chemie der Metallseifenbildung bietet bei der Auswahl der Basen und Fettsäuren eine Vielzahl von Kombinationsmöglichkeiten:
- Einfachseifenfette: Enthalten als Verdicker die sogenannten einfachen Metallseifen, sie bestehen aus einer Basen- und einer Fettsäureart.
- Komplexseifenfette: Enthalten als Verdicker die sogenannten Metallkomplexseifen, sie bestehen aus einer Base, einer Fettsäure und einer typischen Nichtfettsäure (z. B. Essigsäure).
- Gemischtseifenfette: Enthalten als Verdicker ein Gemisch von unterschiedlichen einfachen Metallseifen.

### Additive
Additive sind Stoffe, die einem Produkt Eigenschaften geben, die es ohne diese Additive nicht oder nur unzureichend hätte. Additive in Schmierfetten müssen sich mit dem Eindickersystem gut vertragen, damit das Fett nicht erweicht oder verhärtet. So lassen sich durch geeignete Additive zum Beispiel positive Eigenschaften wie den Verschleißschutz verbessern oder unerwünschte Eigenschaften wie die Alterung des Grundöls abmildern.
Additive lassen sich in folgende Kategorien einteilen:
- Antioxidantien: Steigerung der Widerstandsfähigkeit gegen Alterung durch unvermeidliche oxidative und/oder thermische Belastungen an der Schmierstelle. Durch Oxidation können Säuren und ölunlösliche Bestandteile entstehen, die Verunreinigungen bilden, welche sich auf der Schmierstelle absetzen können. Verteilen sich die Oxidationsprodukte im Schmierfett steigt oft die Viskosität an. Verwendete Antioxidantien sind phenolische oder aminische Radikalfänger.
- Metalldesaktivatoren: Kupfer und seine Verbindungen sind Katalysatoren für die Bildung von Peroxiden und tragen damit zur Oxidation bei; Buntmetalldesaktivatoren sind z. B. Heterocyklen, die die Kupferoberfläche passivieren.
- Korrosionsinhibitoren: Wirken ähnlich wie Buntmetalldesaktivatoren, bilden einen für Feuchtigkeit undurchlässigen Schutzfilm auf der Metalloberfläche, der die Oberfläche vor Korrosion schützt (sog. Deckschichtbildner). Korrosionsinhibitoren neutralisieren saure Reaktionsprodukte aus dem Additivabbau oder der Oxidation des Grundöls. So wird ein korrosiver Angriff auf das Buntmetall abgeschwächt oder verhindert. Bezieht sich die Wirkung gezielt auf eisenhaltige Metalle oder Stahl, spricht man auch von Rostinhibitoren. Korrosionsinhibitoren sind Metallseifen verschiedener Säuren, wie zum Beispiel Sulfonate, Naphthenate, Carboxylate, Alkyl-Bernsteinsäurederivate, Aminphosphate oder partielle Polyolester.
- Extreme-Pressure-Additive: Deckschichtbildner, oberflächenaktive Substanzen
- Verschleißschutz-Zusätze: Verschleißreaktionen, wie z. B. Flüssigkeits- und Mischreibung, werden durch Triboreaktionen verhindert.
- Festschmierstoffe: Häufig Stoffe mit Schichtstruktur (z. B. Graphit oder Molybdändisulfid), wirken sich in Mischreibungsgebieten, bei kleinen und oszillierenden Bewegungen und bei sehr hohen oder niedrigen Umgebungstemperaturen positiv auf die Schmierung aus. Festschmierstoffe wirken nicht bei hydrodynamischer Schmierung. Schmiermittel mit über 10 % Festschmierstoffgehalt werden häufig als Paste kategorisiert.[10]
- Haftzusätze: Langkettige polare Polymere, die dem Fett eine erhöhte Haftfähigkeit auf der zu schmierenden Oberflächen verleihen.
- Farbstoffe

## Kenngrößen

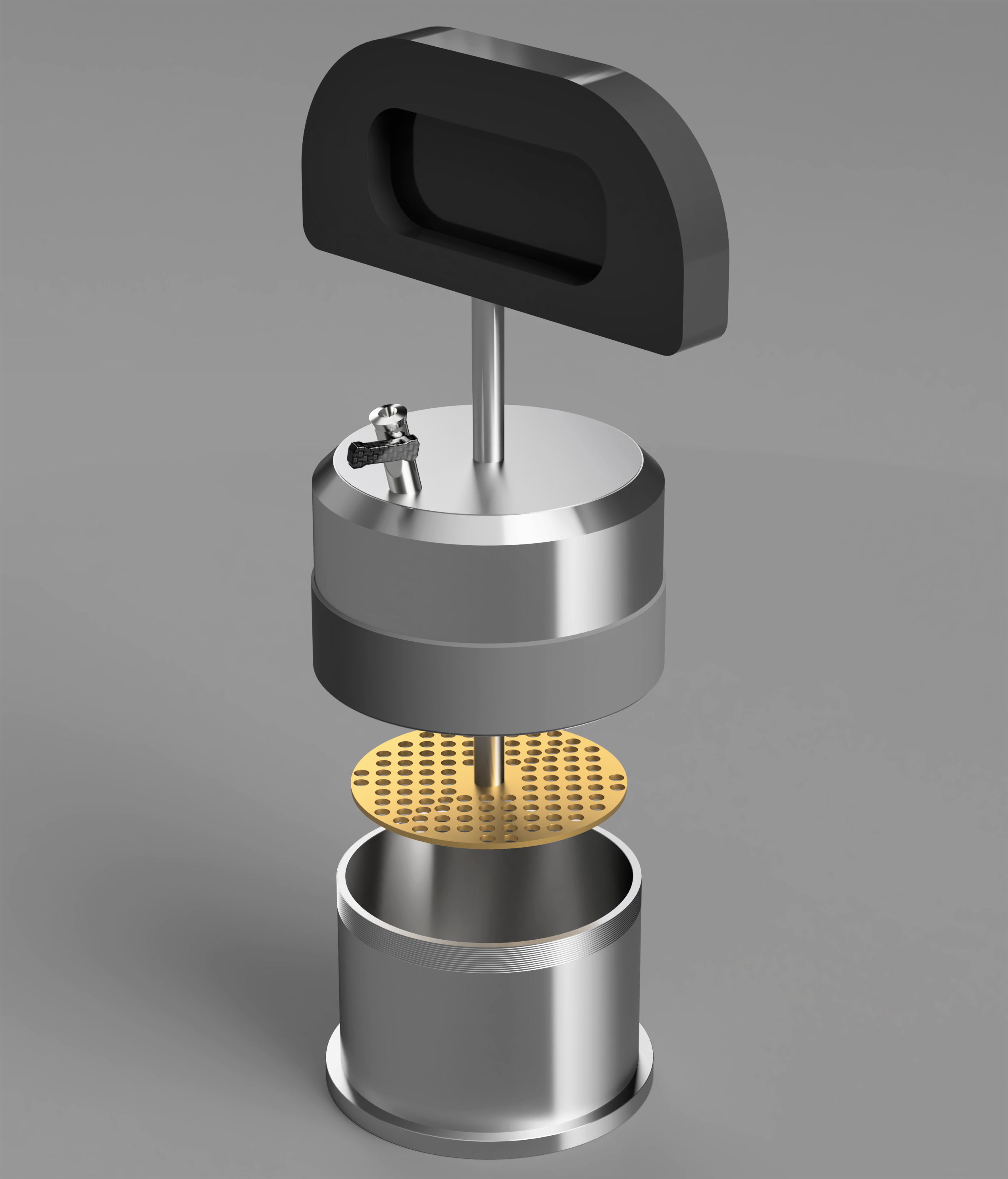
Fettkneter bzw. Schmierfettwalker zum Walken des Schmierfetts, 3D-Modell.

Wichtige Kenngrößen bzw. Analysemethoden sind unter anderem die Folgenden:

### Schmierfettspezifische Kenngrößen

#### Konuspenetration
Unter der Konuspenetration eines Schmierfettes versteht man die Eindringtiefe eines Standardkonus unter definierten Bedingungen nach DIN ISO 2137. Die Messung der Eindringtiefe eines Konus erlaubt die Zuordnung in eine Konsistenzklasse (in NLGI-Klassen).
Es wird zwischen der Ruhe- und der Walkpenetration unterschieden, die Walkpenetration wird nach dem Walken des Schmierfetts in einem Fettkneter bzw. Schmierfettwalker gemessen.

#### Tropfpunkt
Der Tropfpunkt gibt die Temperatur an, bei der eine kleine Schmierfettmenge unter definierten Prüfbedingungen einen lang ziehenden Tropfen bildet und aus dem Prüfgerät heraustropft. Das Schmierfett verflüssigt sich durch das Auflösen des Seifengerüstes (d. h. des Verdickers). Die Übertragbarkeit des Tropfpunktes auf Praxiseigenschaften ist oft schwierig.

#### Basenzahl
Die Total Base Number (TBN), häufig auch nur Base Number (BN) oder auf Deutsch kurz Basenzahl genannt, zeigt die Fähigkeit eines Motorenöles auf saure Verbrennungsrückstände zu neutralisieren. Ihre Maßeinheit ist (mg KOH)/(g) und definiert die Menge an Kaliumhydroxid (KOH) in mg, die dem Neutralisationsvermögen der enthaltenen alkalischen Wirkstoffe in einem Gramm Schmierfett entspricht. Im Verbrennungsmotor kann es z. B. durch den Verbrennungsvorgang zur Bildung sauer reagierender Gase kommen, die neutralisiert werden müssen, wenn die Schmierung weiter gewährleistet werden soll. Daraus folgt, dass u. a. der Grad der Abnahme der Basenzahl im Betrieb eines Motors einen Hinweis auf einen fälligen Ölwechsel gibt.

#### Neutralisationszahl
Die Acid Number (AN), auf Deutsch Säurezahl, häufig auch Neutralisationszahl (NZ) genannt, gibt an, wie viel mg Kaliumhydroxid (KOH) nötig sind, um die in 1 g Öl enthaltenen freien Säuren zu neutralisieren. Diese können als Rückstände der Raffination enthalten sein. Die NZ wird unter anderem dann gemessen, wenn die Basenzahl nicht mehr bestimmt werden kann oder eine Messung keinen Sinn ergibt.
Weitere Kennwerte bzw. Eigenschaften von Schmierfetten und deren Bestimmung sind später im Artikel unter „Analysemethoden“ zu finden.

#### Lagerfähigkeit
Schmierfette unterliegen keiner Haltbarkeit, die zentrale Eigenschaft bei der Dauer der Lagerung ist daher die Lagerfähigkeit bzw. die Weiterverwendbarkeit. In der Regel garantieren Hersteller für die angegebenen Daten für Zeiträume bis zu zwei Jahren, die Weiterverwendbarkeit wird darüber hinaus mit bis zu sechs Jahren angegeben. Damit ein Schmierfett seine Schmiereigenschaften bei der Lagerung nicht verliert, ist auf eine sachgerechte Lagerung zu achten. Die Schmierstoffe sollten möglichst im ungeöffneten Originalgebinde, trocken und lichtgeschützt und bei gemäßigten Temperaturen gelagert werden.

#### Weitere Kenngrößen / Analysemethoden
- Fließdruck: Der erforderliche Druck, um einen Strang des Schmierfetts bei einer bestimmten Temperatur durch eine definierte Düse zu drücken.[11]
- Ölabscheidung: Verfahren zur Bestimmung des Ölverlustes aus Schmierfetten.[11]
- SKF-Emcor-Test: Prüfung der korrosionsverhindernden Eigenschaften von Schmierfetten in Gegenwart von Wasser oder Salzlösungen. Das Schmierfett wird beim SKF-Emcor-Verfahren unter Zugabe von Wasser in Pendelkugellagern geprüft (ein Schmierfett sollte Korrosionsverursacher, wie z. B. Wasser und Sauerstoff, von der Metalloberfläche fernhalten). Die Prüfung erfolgt nach DIN 51802.[11]
- Schmierfettgebrauchsdauer (FAG-FE9): Ermittlung der Schmierfettgebrauchsdauer bei erhöhten Temperaturen. Zur Prüfung wird das Schmierfett in Schrägkugellager gefüllt und bei erhöhter Temperatur bis zum Versagen belastet. Die Prüfung erfolgt nach DIN 51821.[11]
- Kupferkorrosion: Ermittlung der korrosiven Eigenschaften von Schmierölen und -fetten auf Kupfer.
- Viskosität: Durch die Scherviskosität und deren Stabilität nach der Scherbelastung werden die rheologischen Eigenschaften eines Schmierfettes ermittelt.
- Wassergehalt: Zu viel Wasser kann unter anderem Korrosion, Kavitation oder Öloxidation verursachen, der Wassergehalt wird durch die Karl-Fischer-Titration bestimmt.
- Farbzahl: Die Veränderung der Farbe eines Schmierfettes im Vergleich zu einem Standard kann wichtige Informationen über die Alterung (und daraus folgender Oxidation) oder über etwaige Verunreinigungen eines Öles liefern.
- Analytische Ferrographie: Bei einem Gebrauchtfett deuten Eisenpartikel auf einen Verschleißvorgang hin. Durch das Ausnutzen des Ferromagnetismus ist es möglich, die (magnetisierbaren) Eisenpartikel vom Fett abzutrennen und zu sortieren. Aus der Form und der Größenverteilung der Eisenpartikel können Rückschlüsse auf den Verschleißvorgang gezogen werden.[13]
- Grundölextraktion: Soxhlet-Extraktion des Grundöls vom Verdicker.

#### Allgemeine Analysemethoden
- Röntgenfluoreszenzanalyse (RFA): Elementanalyse mit der Möglichkeit eines hohen Probendurchsatzes, empfohlen für frische Schmierfette, bei Gebrauchtfetten können Störungen auftreten.
- Atomemissionsspektrometrie (AES): Elementanalyse mit der Möglichkeit eines hohen Probendurchsatzes, empfohlen für frische Schmierfette und für Gebrauchtfette. AES kann nach dem RDE- oder nach dem ICP-Verfahren durchgeführt werden.
- IR- und Raman-Spektroskopie
- NMR-Spektroskopie

#### Analysemethoden für die, zur Schmierfettherstellung, verwendeten Rohstoffe
- Flammpunkt: Der Flammpunkt ist die Temperatur, bei der sich in einem Tiegel, der mit der zu prüfenden Flüssigkeit gefüllt ist, so viele leicht entflammbare Dämpfe entwickeln, dass sie sich durch Fremdzündung kurzzeitig entzünden lassen.
- Farbzahl: Die Veränderung der Farbe eines Grundöls oder Additivs (im Vergleich zu einem Standard) kann wichtige Informationen über mögliche Verunreinigungen liefern oder ein Hinweis auf falsche Lagerung sein (Alterungsprozesse).

## Verunreinigungen

### Wasser
Neben Staub ist Wasser eine in Schmierfetten sehr häufig auftretende Verunreinigung. Wasser hat durch seine chemischen und physikalischen Eigenschaften direkt und indirekt massive Auswirkungen auf das Schmierfett.
Die Anwesenheit von Wasser im Schmierfett verursacht viele Probleme, u. a.:
- Das Schmiervermögen von Wasser ist wesentlich niedriger als das von Schmierfetten. Ist Wasser an der Schmierstelle vorhanden, kann sich kein stabiler Schmierfilm bilden, es kommt zu abrasivem Materialverschleiß und eventuell zu örtlichem Verschweißen.
- Wasser befördert die Oxidation des Metalls und infolgedessen des Öls.
- Wasser bildet mit Verbrennungsgasen häufig saure Lösungen, die durch die Basenanteile des Schmierfettes neutralisiert werden müssen.

Mögliche Ursachen für einen hohen Wassergehalt sind u. a.:
- Undichte Schweißnähte können Wasser an das Schmierfett dringen lassen.
- Der Stop-and-Go-Betrieb von Motoren erzeugt einen steten Wechsel von kalt zu heiß zu kalt usw. Beim Abkühlen kommt es zur Kondensatbildung mit Wasser aus der Umgebungsluft oder aus den Verbrennungsgasen.

Der Wassergehalt eines Schmierfettes oder Öls kann z. B. durch die Karl-Fischer-Titration bestimmt werden. Auch ist der quantitative Einsatz der IR-Spektroskopie möglich, wenn ein Standard-Schmierfett bekannt ist (Vergleichen der Intensität der Absorptionsbanden).

### Fremdpartikel
Fremdpartikel (unter anderem Staub) können zu einem vorzeitigen Verschleiß an der Schmierstelle führen, in besonderem Maße können Kunststoffbauteile beschädigt werden.

## Produktionsfehler

### Seife
Bei der Zumischung der Metallseifen kann es zu Produktionsfehlern kommen:
- Ist der Seifenanteil im Schmierfett zu niedrig, kann es zur Ölabscheidung während der Lagerung kommen. An der Schmierstelle kann dann ebenfalls ein erhöhter Ölaustritt beobachtet werden, was zu einem erhöhten Verschleiß der zu schmierenden Teile führen kann.
- Ist der Seifenanteil im Schmierfett zu hoch, können sich die Seifenpartikel zu größeren Partikeln zusammenlagern und Abfüllstationen verstopfen, Schmierstellen können trockenlaufen und bei Kälte kann ein höherer Fließdruck beobachtet werden.
- Sind die Seifenpartikel zu grob, können Abfüllstationen verstopfen und Schmierstellen trockenlaufen.

## Verträglichkeit
Beständigkeit gegenüber Mineralölen und -fetten (höhere Kohlenwasserstoffe wie Vaseline):
- Naturkautschuk (NR), Styrol-Butadien-Kautschuk (SBR; z. B. Buna), Butylkautschuk (IIR), Ethylen-Propylen-Dien-Kautschuk (EPDM) und Ethylen-Propylen-Copolymer (EPM) sind nicht beständig,
- Chloropren (Neopren) und Hypalon (CSM) sind relativ beständig,
- Silikonkautschuk ist mehr oder weniger beständig,
- Fluor-Silikon-Kautschuk ist ausreichend beständig,
- Nitrilkautschuk (NBR; z. B. Perbunan), hydrierter Nitrilkautschuk (HNBR; z. B. Therban), Urethankautschuk bzw. Polyurethankautschuk (PUR) sind sehr beständig, auch gegen andere Chemikalien,
- Fluorkautschuk (z. B. Viton) ist vollkommen beständig.

Alle Kautschuk- und Gummiarten können auch mit Glycerin gepflegt werden.
Silikonfett und -öl können Silikondichtungen aufquellen lassen.

## Einteilung

### Nach Konsistenzklasse
Diese wird in der Konsistenzkennzahl angegeben. Gemessen wird mit einem Penetrometer. Die Eindringtiefe eines Konus erlaubt die Zuordnung in eine Konsistenzklasse. Man unterscheidet Konsistenzen von 000 (fließend) bis 6 (hart). Die Konsistenzkennzahl wird auch als NLGI-Klasse nach DIN 51818 angegeben und kann in Ruh- oder Walkpenetration angegeben sein, wobei bei der Konsistenzmessung nach DIN ISO 2137 das Fett vor dem Messen nach Vorgaben einer Prüfanweisung gewalkt wird, um die Beanspruchung in einem Lager nachzuahmen.
| NLGI | Walkpenetration | Konsistenz       | Anwendungen                            |
| ---- | --------------- | ---------------- | -------------------------------------- |
| 000  | 445…475         | fließend         | Getriebe, Zentralschmierung            |
| 00   | 400…430         | schwach fließend | Getriebe, Zentralschmierung            |
| 0    | 355…385         | halbflüssig      | Getriebe, Wälzlager, Zentralschmierung |
| 1    | 310…340         | sehr weich       | Wälzlager                              |
| 2    | 265…295         | weich            | Wälzlager, Gleitlager                  |
| 3    | 220…250         | mittelfest       | Wälzlager, Gleitlager, Wasserpumpen    |
| 4    | 175…205         | fest             | Wälzlager, Wasserpumpen                |
| 5    | 130…160         | sehr fest        | Wasserpumpen, Blockfett                |
| 6    | 85 … 115        | hart             | Blockfett                              |

### Nach den zu schmierenden Objekten
- Wälzlagerfette (Kugellagerfett)

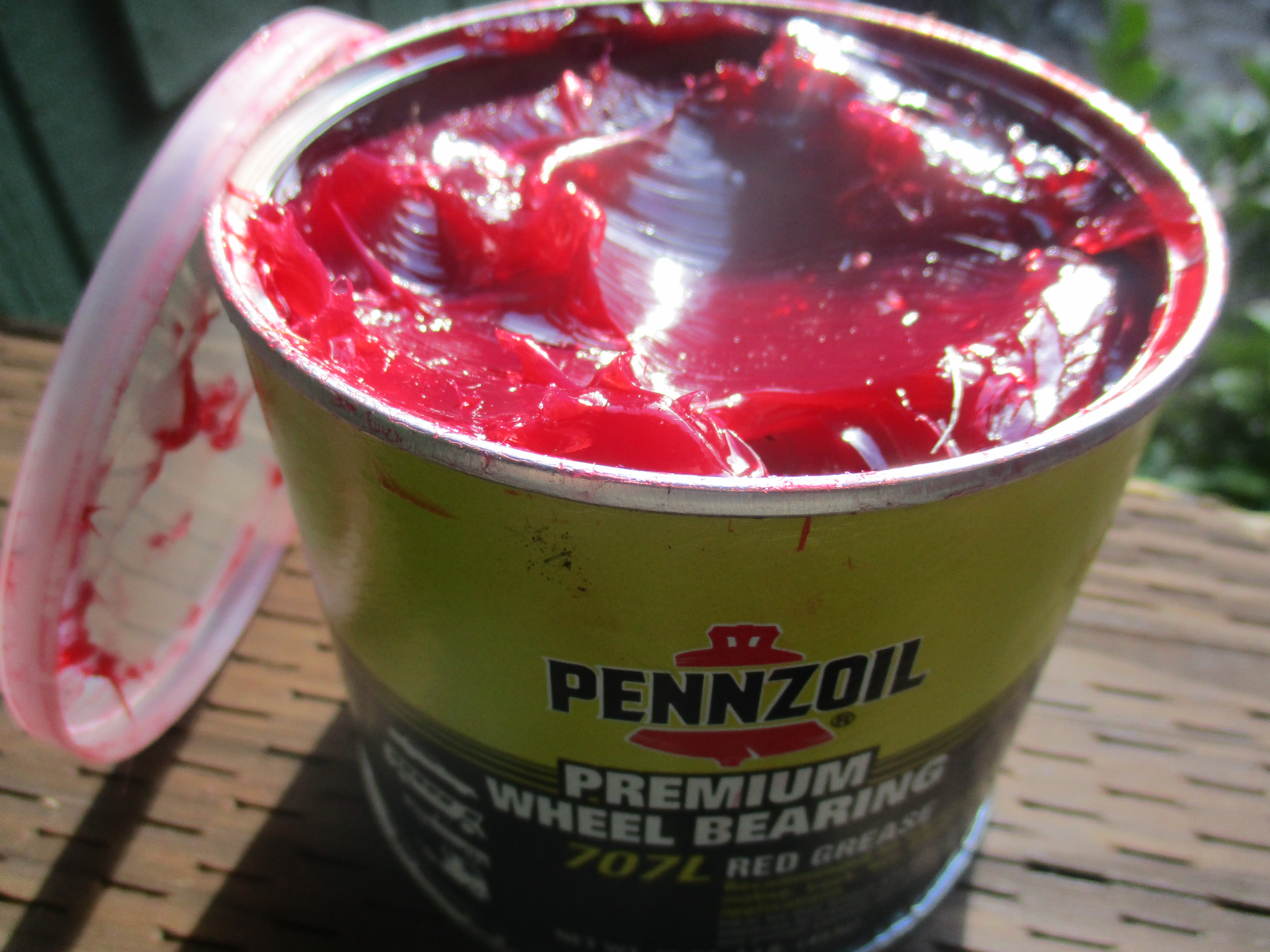
Rotes Lagerfett für Automobile.

- Staufferfett für langsam laufenden Maschinenteile und wasserfeste Schmierung
- Dichtungsfette
- wasserbeständiges Pumpenfett
- Armaturenfett bzw. Hahnfett, langzeitschmierend, Gummi- bzw. O-Ring-verträglich (EPDM, NBR) und oft auch zur Schmierung von Wälzlagern oder als Schlifffett geeignet. Häufig als Silikonpaste auf Grundlage von Silikonfett mit folgenden Eigenschaften:
  - Temperaturbereich −45 °C bis 140 °C oder 200 °C, heißwasserbeständig (Heißwasserfett), somit auch zur Schmierung von Dampferzeugern wie Kaffee- bzw. Espressomaschinen geeignet
  - nicht geeignet zur Verwendung mit Silikondichtungen, da diese aufquellen können
  - geeignet für Trinkwasserarmaturen nach DVGW-KTW Richtlinien[15], Leitlinie des Umweltbundesamts oder den internationalen Anforderungen NSF 61 oder ACS.
  - Lebensmitteltechnischer Schmierstoff nach DIN V 10517
- Kontaktfett soll die Oxidation bzw. Korrosion von elektrischen Kontakten verhindern
- Fette zur Schmierung von produktberührenden Teilen von Maschinen in der Lebensmittelindustrie (Klasse H1 der Food and Drug Administration)
- Fette für feinmechanische Zwecke, wie Uhren
- Als Seilfett, Drahtfett oder Drahtschmiere[16] werden zähklebrige und lösungsmittelhaltige Fette bezeichnet, die als Rostschutz und zur Schmierung auf Stahlseile aufgetragen werden. In der Seefahrt wurde früher auch eine Mischung aus Tran und Holzteer verwendet.[17]

### Nach Anwendungsbereich
- Normalfette
- Mehrzweckfette
- EP-Schmierfette
- Hochtemperaturfette

## Anwendungen

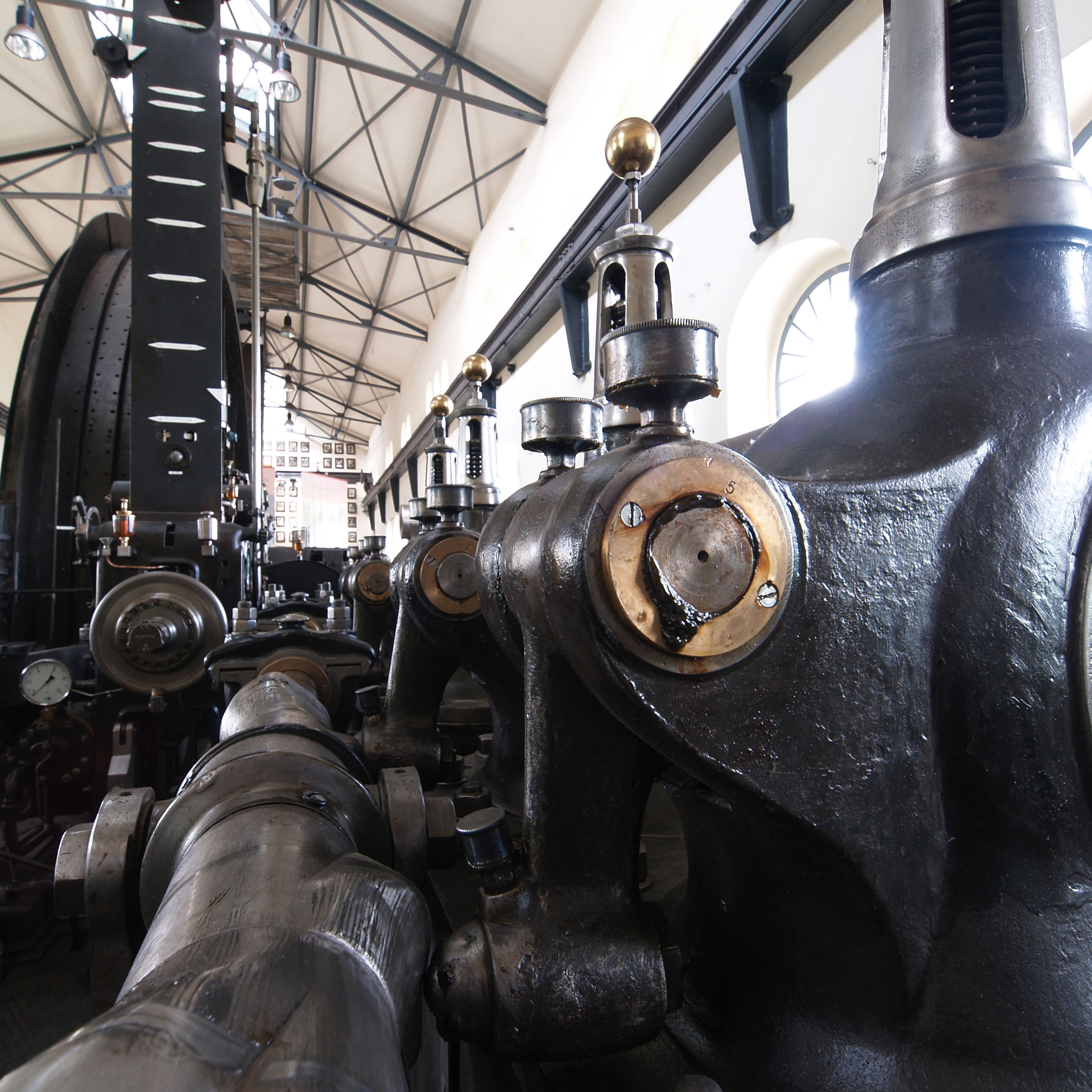
Staufferbüchsen an der Fördermaschine der Zeche Hannover

Schmierfette werden wie Schmieröle verwendet, um mechanische Reibung und Verschleiß zu mindern.
Schmierfette wirken durch einen Film, den sie zwischen den Schmierflächen aufbauen. So verhindert das Fett den direkten Kontakt der sich gegeneinander bewegenden Oberflächen. In der Praxis reicht dies allerdings nicht, um einen tragfähigen Schmierfilm aufzubauen, der die Reibungsflächen vollständig voneinander trennt.
Vorteile der Fettschmierung gegenüber der Ölschmierung:
- Das Fett tropft von der Schmierstelle nicht ab
- Eignung für selten oder langsam bewegte Schmierstellen
- Dichtwirkung und Schutz der Schmierstelle gegen direkten Zutritt von Schmutz und Wasser
- Korrosionsschutz, sofern das Fett entsprechend additiviert ist
- Die Seife kann ebenfalls zur Trennung der Kontaktpartner beitragen[18]
- Bei der Ölschmierung kann das Öl die beiden Reibpartner vollständig trennen, z. B. in einem hydrodynamischen Gleitlager

Nachteile der Fettschmierung gegenüber der Ölschmierung:
- Die Lagerreibung bleibt bei Fettschmierung im Bereich der Mischreibung.[19]
- Bei höheren Geschwindigkeiten, z. B. in schnelllaufenden Lagern, erhitzt sich das Fett aufgrund seiner höheren Viskosität stärker und erreicht schneller die kritische Temperatur, bei der sich das Grundöl zersetzt.
- Bei kleinen (schwingenden) Bewegungen haben Schmierfette häufig Probleme, die Schmierstelle mit Grundöl zu versorgen[20]
- Durch den fehlenden Umlauf keine Kühlung der Schmierstelle
- Keine Reinigungswirkung an der Schmierstelle.
- Wenn die Schmierstelle neu befettet werden soll, hängt es von der Haftfähigkeit des Fettes ab, wie leicht sich die Schmierstelle reinigen lässt.

Wenn keine Dauerfüllung vorgesehen und die Schmierstelle offen ist, werden Schmiernippel verwendet, um mit einer Fettpresse im Rahmen eines Wartungs- oder Schmierplans regelmäßig frisches Fett an die Schmierstelle bringen zu können. Altes Fett wird dabei mit seinen Verunreinigungen aus der Schmierstelle gedrückt und kann entfernt werden, sofern der sich an der Schmierstelle bildende Kragen aus altem Fett nicht als Abdichtung gegen eindringenden Staub und Schmutz erwünscht ist.

## Vergleich einiger Schmierfette
Eigenschaften verschiedener Fette
| Fettart        | Aussehen                     | Min. Temp. | Max. Temp | Kälteverhalten | Wasserbeständig | Dauerwalken | Korrosionsschutz | Tropfpunkt  | Preis    |
| -------------- | ---------------------------- | ---------- | --------- | -------------- | --------------- | ----------- | ---------------- | ----------- | -------- |
| Ca-Metallseife | glatt, weich                 | −35 °C     | +80 °C    | gut            | sehr gut        | gut         | schlecht         | 80..100 °C  |          |
| Na-Metallseife | faserig, weich               | −30 °C     | +120 °C   | mäßig          | unbeständig     | mäßig       | gut              | 130..200 °C |          |
| Li-Metallseife | glatt, weich                 | −40 °C     | +140 °C   | gut            | beständig       | sehr gut    | sehr schlecht    | 170..220 °C | 1        |
| Al-Metallseife | glatt, klar                  | −35 °C     | +80 °C    | gut            | quillt auf      | mäßig       | sehr gut         | ~ 120 °C    | 3        |
| Li/Pb-Fett     |                              | 0 °C       | +75 °C    | schlecht       | beständig       | schlecht    | gut              | ~ 90 °C     | 1,5      |
| Ca/Pb-Fett     |                              | 0 °C       | +75 °C    | schlecht       | beständig       | schlecht    | gut              | ~ 90 °C     | 1,5      |
| Ca-Komplex     | glatt, weich                 |            | +180 °C   | mäßig          | sehr gut        | mäßig       | gut              | > 240 °C    | 0,9..1,2 |
| Li-Komplex     | glatt, weich                 |            | + 180 °C  | gut            | gut             | sehr gut    | gut              | > 240 °C    |          |
| Al-Komplex     | glatt, weich                 |            | +180 °C   |                | sehr gut        | mäßig       | gut              | > 200 °C    | 3..4     |
| Silikonfett    | glatt, weich                 |            | +320 °C   | gut            | beständig       | mäßig       |                  | –           | 30..50   |
| Vaseline       | weich, weißlich bis gelblich |            |           |                | beständig       | gut         | gut              | +35-70 °C   |          |

Die Spalte Preis gibt ein ungefähres Verhältnis an, welches Lithium-Metallseife als 100 % annimmt.

## Konservierungs- und Korrosionsschutz-Eigenschaften
Schmierfette, die in Kontakt mit Metallen kommen, müssen auch nach ihren Korrosionsschutzeigenschaften beurteilt werden.
Verschiedene Bestandteile von Ölen und Fetten können korrosiv auf Metalle wirken:
- Glyceridöle und -fette tierischer und pflanzlicher Herkunft können sich im Laufe der Zeit in niedermolekulare Säuren zersetzen, die Metalle angreifen. (Einige hochmolekulare Säuren können demgegenüber vor Korrosion schützen und werden als Schutzstoffe genutzt.)
- Bei hohen Temperaturen können auch in Mineralöle Abbauprodukte entstehen, die Korrosion verursachen, speziell auch von Bleibronze und manchen Cadmiumlegierungen in Lagerschalen von Verbrennungsmotoren. Zur Prävention werden Motorölen darum korrosionshemmende Inhibitoren zugesetzt.
- Manche Schmiermittel enthalten Schwefelverbindungen, die bei höherer Temperatur Kupfer angreifen können.
- Organische Chlorverbindungen sind in manchen Spezialschmierölen wie Getriebeölen und Schneidölen enthalten, die erhöhter Druckbelastung ausgesetzt sind („Hochdrucköle“), und bilden auf der Oberfläche von Stahlbauteilen Ferrochloridfilme, die Wasser anziehen, wenn der Schmierfilm zu dünn wird.
- Ist Wasser in Ölen und Fetten dispergiert, können auf der Metalloberfläche angelagerte Wassertropfen mit hinzutretendem Sauerstoff korrosiv wirken. Inhibitoren wie hochmolekulare Fettsäuren können dies verhindern.

Fette schützen Oberflächen besser gegen Korrosion als die nur dünne Filme bildenden Öle und sind auch beständiger gegen Auswaschung. Die Schutzwirkung von Ölen lässt sich aber durch Inhibitoren deutlich verbessern.